# Ceratina cupreiventris
Ceratina cupreiventris är en biart som beskrevs av Smith 1879. Ceratina cupreiventris ingår i släktet märgbin, och familjen långtungebin. Inga underarter finns listade i Catalogue of Life.